# Matino
Matino là một đô thị và thị xã của Ý. Đô thị này thuộc tỉnh Lecce trong vùng Apulia. Matino có diện tích 26 km2, dân số theo ước tính năm 2005 của Viện thống kê quốc gia Ý là 11.616 người. 
Các đơn vị dân cư: Cumentu (centro), Paduli Piani, Peppiceddhru, Puntusu, Sacro Cuore, Bosco, Sant'Anastasia.
Đô thị Matino giáp với các đô thị: Alezio, Casarano, Collepasso, Gallipoli, Melissano, Parabita, Taviano.